# Колесник, Степан Павлович
Степан Павлович Коле́сник (12 февраля 1932, Мончинцы, Махновский район — 21 апреля 2024, Киев) — советский публицист, журналист.

## Биография
Родился 12 февраля 1932 года в селе Мончинцы (ныне Калиновский район, Винницкая область, Украина). Служил в ВМФ СССР, в 1952—1953 годах работал в Шаргородском РК ЛКСМУ Винницкой области. В 1953 году поступил на факультет журналистики КГУ имени Т. Г. Шевченко и окончил в 1958 году. Работал в редакциях газет «Молодежь Украины», «Патриот Родины», «Советская Украина», «Литературная Украина», журналов «Украина», «Новости киноэкрана», на киностудии имени А. Довженко, в издательстве «Молодь». В 1984—1999 годах читал свой курс студентам факультета журналистики КГУ имени Т. Г. Шевченко. Доцент (1986). Параллельно преподавал в Академии Вооружённых Сил Украины.
В 1993—1999 годах председательствовал в Киевской организации СПУ и был секретарем Союза писателей Украины. Член Национального союза журналистов Украины. Был кандидатом в народные депутаты Украины в 1998 году. С декабря 1999 года член Совета старейшин УНП «Собор». Немало времени в своей жизни посвятил журналистскому странствиям: от зеленых Карпат до седого Памира, от Арктики (Ямал) до Венеции, Рима, Афин, Олимпии, Вены, Будапешта… Канал УТР создал видеофильм (государственный заказ) «История публициста» про Степана Колесника.
До января 2013 года работал специальным корреспондентом газеты «Сельские вести».
Умер 21 апреля 2024 года в возрасте 92 лет.

## Творческое наследие
- «Медосбор» (1967),
- «Яблоневые границы» (1968),
- «Доброкут» (1975),
- «Живу после смерти» (1980),
- «За Десной рожь половіє» (1982),
- «На Севере жарко» (1983),
- «Длинная кладка через лета» (1990),
- «Куда плывет эскадра?»
- «Бунт середняков»
- «Обворованные села» (1992).
- «Будем пересевать волю» (2012)

Автор сценария документального фильма «Солдатские вдовы» (демонстрировался в ООН), «Ой на горе калина», «Солдат взошел на пьедестал».

## Награды и премии
- Медаль «За освоение целинных земель»
- Орден «За заслуги» III степени
- Орден «За заслуги» II степени
- Звезда украинской журналистики
- Золотая медаль журналистики
- Государственная премия Украины имени Т. Г. Шевченко (1992) — за публицистическую повесть «Обворованные села» и другие произведения о судьбе украинского села
- Международная литературная премия имени Ивана Кошелевца
- Литературная премия имени Михаила Стельмаха журнала «Винницкий край» (2014)